# Viracucha andicola
Viracucha andicola är en spindelart som först beskrevs av Simon 1906.  Viracucha andicola ingår i släktet Viracucha och familjen Ctenidae.
Artens utbredningsområde är Bolivia. Inga underarter finns listade i Catalogue of Life.